# West Bountiful
West Bountiful és una població dels Estats Units a l'estat de Utah. Segons el cens del 2000 tenia 4.484 habitants.

## Demografia
Segons el cens del 2000, West Bountiful tenia 4.484 habitants, 1.250 habitatges, i 1.102 famílies. La densitat de població era de 582,9 habitants per km².
Dels 1.250 habitatges en un 55% hi vivien nens de menys de 18 anys, en un 76,9% hi vivien parelles casades, en un 8,8% dones solteres, i en un 11,8% no eren unitats familiars. En el 9,2% dels habitatges hi vivien persones soles el 2,9% de les quals corresponia a persones de 65 anys o més que vivien soles. El nombre mitjà de persones vivint en cada habitatge era de 3,59 i el nombre mitjà de persones que vivien en cada família era de 3,84.
Per edats la població es repartia de la següent manera: un 35,6% tenia menys de 18 anys, un 12,5% entre 18 i 24, un 27,3% entre 25 i 44, un 20,4% de 45 a 60 i un 4,2% 65 anys o més.
L'edat mediana era de 27 anys. Per cada 100 dones de 18 o més anys hi havia 99 homes.
La renda mediana per habitatge era de 61.063 $ i la renda mediana per família de 61.154 $. Els homes tenien una renda mediana de 41.448 $ mentre que les dones 26.168 $. La renda per capita de la població era de 19.016 $. Entorn del 3,2% de les famílies i el 3,3% de la població estaven per davall del llindar de pobresa.

## Poblacions més properes
El següent diagrama mostra les poblacions més properes.